# Геннадий (архимандрит Святогорского Успенского монастыря)
Геннадий (ум. 1848) — архимандрит Святогорского Успенского монастыря Псковской епархии Русской православной церкви.

## Биография
О детстве и мирской жизни Геннадия сведений практически не сохранилось, да и последующие биографические данные о нём очень скудны и отрывочны; «по рассказам старожилов, происходивший из хохлов».
Из иеромонахов архиерейского дома города Пскова, в 1827 году, отец Геннадий был переведён настоятелем Святогорского Успенского монастыря с возведением в сан игуменаю.

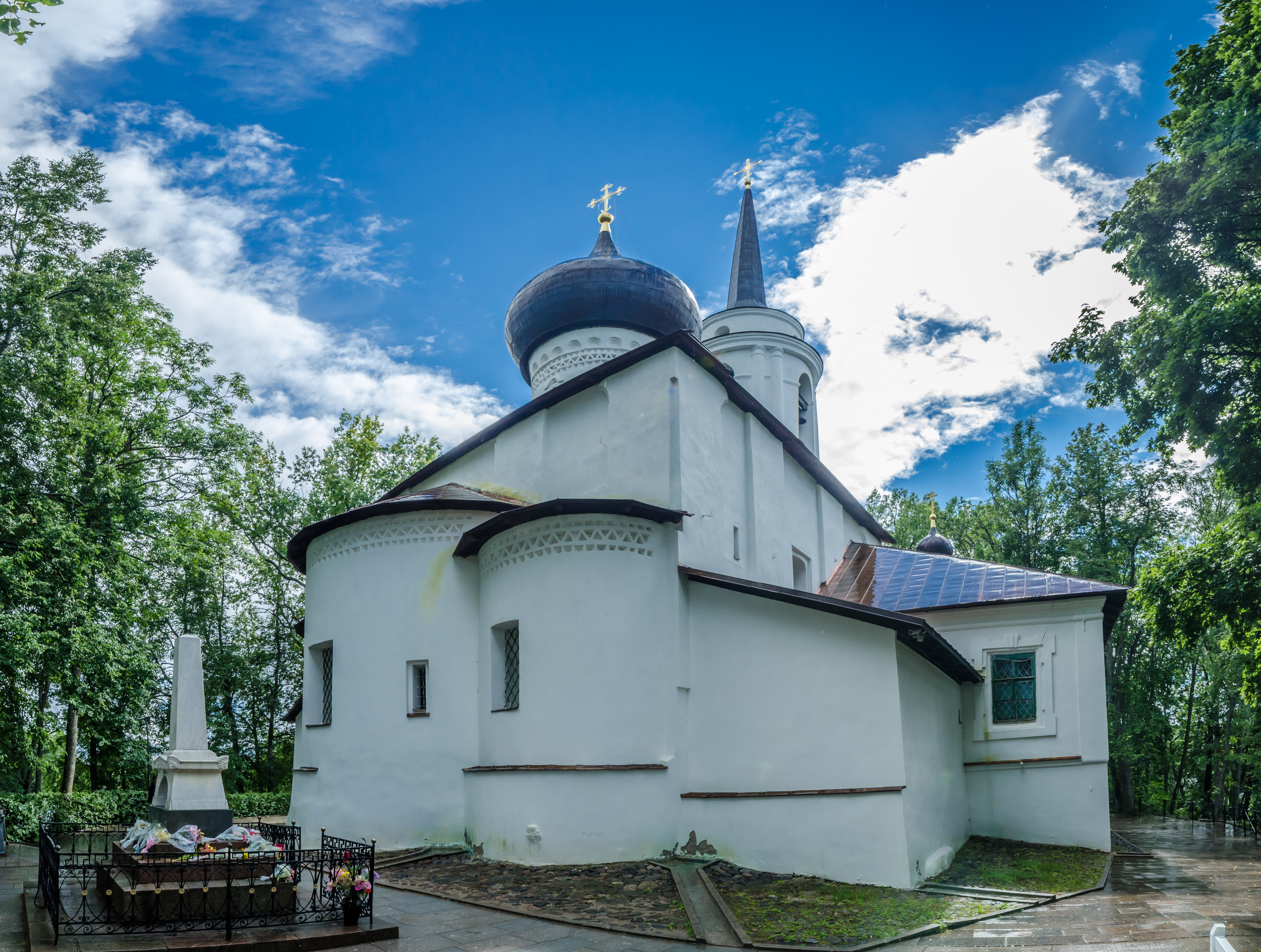
Святогорский монастырь
(слева могила А. С. Пушкина)

В 1833 году, «за приведение в наилучшее состояние вверенного ему монастыря», Геннадий был возведен в сан архимандрита. 
Геннадий очень заботился о церковном благолепии: он подновил и украсил богатыми ризами иконостасы соборной Успенской церкви, а самую церковь расписал «разными красками», обновил Покровскую церковь и построил, вместо ветхой, новую Николаевскую церковь, приобрел дорогие облачения и церковную утварь. Одновременно он не забывал и хозяйственных нужд монастыря: построил каменные настоятельские и братские кельи, каменный скотный двор, предпринял постройку каменной ограды вокруг монастыря, прикупил 112 десятин земли с сенокосами. 
Геннадий был человек простой и трудолюбивый, ходил в овчинном полушубке и работал наряду с братией. Под старость силы Геннадия ослабели, и он оставил монастырь, по свидетельству епархиального начальства, «довольно расстроенным». 
Архимандрит Геннадий умер 1 (13) мая 1848 года и был погребён в Святогорском монастыре. 
Геннадия любили и долго помнили в Успенском Святогорском монастыре, и в 1884 году на его могиле архимандрит Николай с братией поставили «приличный» памятник из белого мрамора.